# Maskat i Oman
Sułtanat Maskatu i Omanu (arab. ‏سلطنة مسقط وعمان‎, Salṭanat Masqaṭ wa-'Umān) – państwo talassokracyjne, które znajdowało się na terytorium dzisiejszego Omanu, Zjednoczonych Emiratów Arabskich i Gwadaru w Pakistanie. Nie mylić z Omanem Traktatowym, szejkanatem, który znajdował się pod protektoratem Wielkiej Brytanii od 1820 roku.

## Epoka podbojów
Zawsze istniały różnice pomiędzy bogatszym i zlaicyzowanym Sułtanatem Maskatu a plemionami z terenów wewnętrznych. Choć te tereny znajdowały się pod umowną kontrolą sułtanów, faktyczną władzę sprawowali plemienni przywódcy i konserwatywni imamowie, wyznawcy islamskiego ibadytyzmu.

Imamat Omanu (1856-1970). Flaga przedstawia omańską dżambię w górnym lewym rogu na białym tle. Dżambia znajduje się także na fladze współczesnego Sułtanatu Omanu.

Sułtanat Maskatu posiadał potężne siły morskie, które pozwoliły stworzyć morskie imperium, z czasem obejmującego swoim zasięgiem terytoria współczesnego Omanu, Zjednoczonych Emiratów Arabskich, południowego Beludżystanu, Zanzibaru i sąsiadujących wybrzeży Kenii, Tanzanii i Mozambiku. Sułtanat Maskatu zajmował się także dochodowym handlem niewolnikami w Afryce Wschodniej.

## Rozwój i upadek

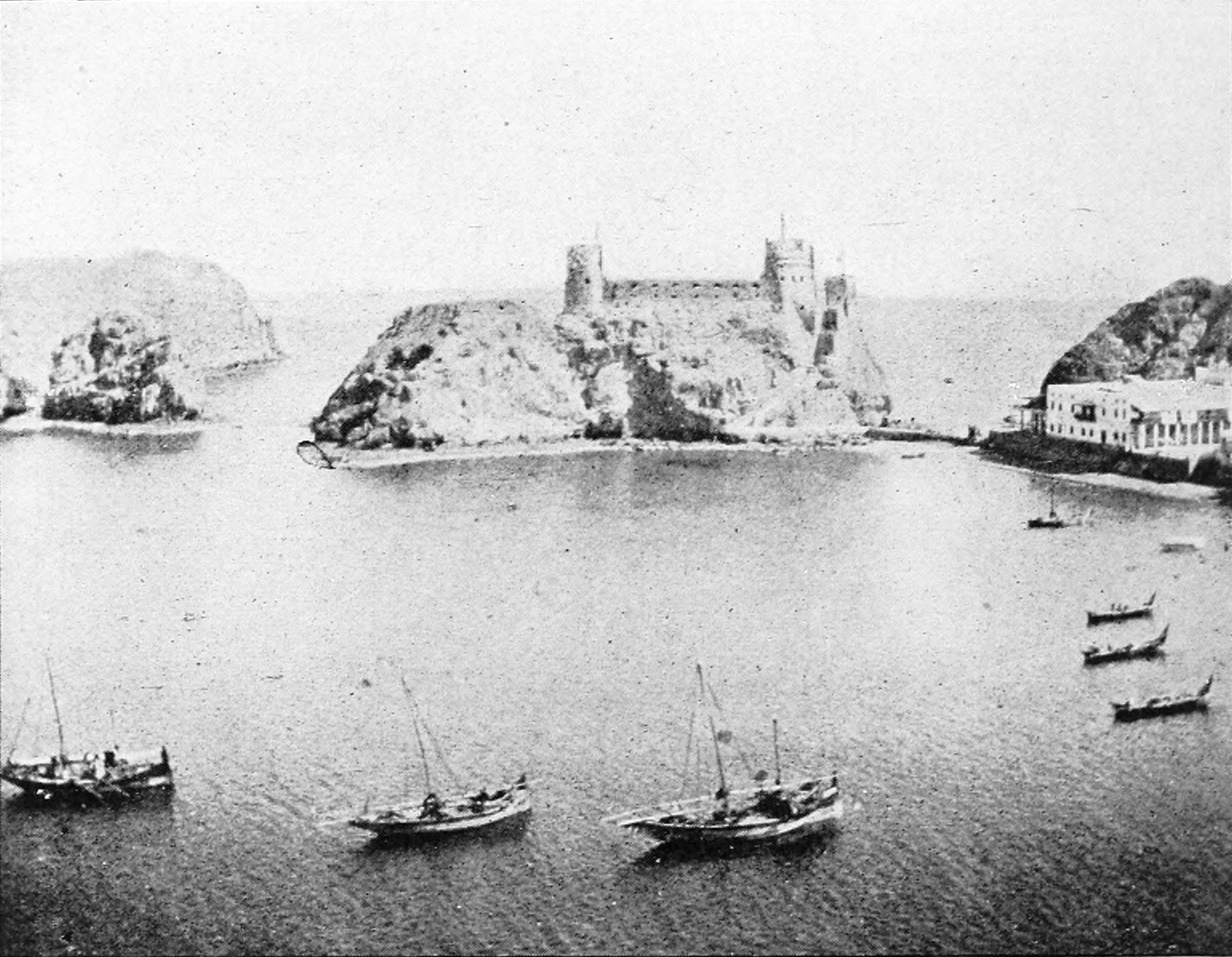
Wybrzeże Maskatu w 1903 roku.

W latach 20. XIX wieku sułtanat stracił dużą część swoich terytoriów w Zatoce Perskiej, która stała się Omanem Traktatowym, państwem pod protektoratem Wielkiej Brytanii. Piąty sułtan z dynastii Al Said, Sa’id ibn Sultan wzmocnił tereny wewnętrzne i interesy gospodarcze, co wpłynęło na wzrost rozwoju Omanu. Jednakże flota nie była w stanie konkurować z bardziej zaawansowanymi technicznie europejskimi jednostkami pływającymi i sułtanat stracił dużą część wpływów z handlu z krajami południowej Azji. Presja ze strony Anglików skutkowała zrezygnowaniem z handlu niewolnikami, co w przyszłości doprowadziło do utraty politycznego i gospodarczego wpływu sułtanatu.
Sa’id ibn Sultan zmarł 4 czerwca 1856 roku, tym samym nie wyznaczając dziedzica tronu. Członkowie dynastii nie byli jednomyślni co do wyznaczenia nowego władcy. Poprzez brytyjski arbitraż zostało wybranych dwóch władców z klanu Al Said; trzeci syn sułtana, Thuwaini bin Said został władcą części kontynentalnej. Jego szósty syn, Madżid ibn Said, stał się niezależnym władcą Sułtanatu Zanzibaru 19 października 1856. Sułtani Zanzibaru byli od tej pory zobowiązani płacić roczną daninę Maskatowi.
Sułtanat Maskatu był regularnie atakowany przez wyznawców ibadytyzmu, których oburzał wpływ zlaicyzowanej ludności z terenów przybrzeżnych. Sułtanat był jednak w stanie bronić się z pomocą Anglików. Ten historyczny podział trwał przez większą część XX wieku, co doprowadziło do przyznania ograniczonej autonomii Imamatowi Omanu przez sułtana Tajmura ibn Fajsala na mocy Traktatu z As-Sib z 1920 roku.
Ostatnia zamorska posiadłość, port Gwadar, został sprzedany Pakistanowi w 1958 roku. Jednak sułtanat zyskał pewne terytoria w 1967 roku, gdy Brytania zwróciła wyspy Kuria Muria (które były prezentem od sułtana dla królowej Wiktorii w 1854 roku).

## Powstanie i przemysł naftowy
Odkrycie ropy naftowej w Zatoce Perskiej zaostrzyło spór między sułtanem w Maskacie a imamami z Omanu. Poszukiwania ropy naftowej rozpoczęło przedsiębiorstwo Anglo-Persian Oil Company w latach 20. XX wieku. Przebieg II wojny światowej poważnie naruszył jego działalność.
Ostatni Imam Omanu, Ghalib Ibn Ali zainicjował powstanie w 1954 roku, kiedy to Sułtan udzielił licencji Iraq Petroleum Company, pomimo faktu, że największe pola naftowe znajdowały się na terenie imamatu. Działania wojenne zostały przerwane w 1955 roku. Jednak dłuższy konflikt przeobraził się w rebelię Jebel Akhdar, w której sułtan Sa’id ibn Tajmur w dużej części był uzależniony od pomocy Brytyjczyków. Iraq Petroleum był własnością europejskich gigantów naftowych, takich jak BP, który nawoływał brytyjski rząd do zwiększenia poparcia sułtanowi.
Bunt wybuchł ponownie w 1957 roku, kiedy Arabia Saudyjska zaczęła wspierać powstańców, jednakże sułtanowi udało się objąć dominację na większej części terytorium kontynentalnego. W tym samym roku wojska brytyjskie zbombardowały Nizwę, stolicę imamatu, i obaliły teokrację ibadytystów. Ghalib Bin Ali udał się na wygnanie do Arabii Saudyjskiej, a ostatnie siły powstańcze zostały pokonane 2 lata później, w 1959 roku. Traktat z As-Sib i autonomiczny imamat Omanu zostały rozwiązane.
Częstotliwość powstań (takich jak wojna w Zufarze), wspieranych przez komunistyczny rząd Południowego Jemenu, skłoniła Brytyjczyków do obalenia sułtana. Brytyjczycy wybrali syna sułtana, Kabusa ibn Sa’ida, który został uwięziony w pałacu przez swojego ojca. Gdy go uwolniono, zorganizował z pomocą brytyjskich sił zbrojnych udany przewrót pałacowy i został ogłoszony sułtanem Maskatu i Omanu w 1970 roku. Przyłączone tereny wraz z Maskatem zostały przekształcone w Sułtanat Omanu w sierpniu 1970 roku.
W 1976 roku, ponownie z pomocą Wielkiej Brytanii, sułtan umocnił swoją pozycję na terenie całego kraju i stłumił powstanie w Zufarze.

### Sułtanat Suharu
Sułtanat Suharu istniał od 1920 do 1932 roku. W 1920 roku szejk Ali Banu Bu Ali, krewny sułtana Tajmura ibn Fajsala, rozpoczął rebelię w Suharze i ogłosił siebie sułtanem, jednak został obalony przez Brytyjczyków w 1932 roku.